# Hiroshi Shimizu (Autokonstrukteur)

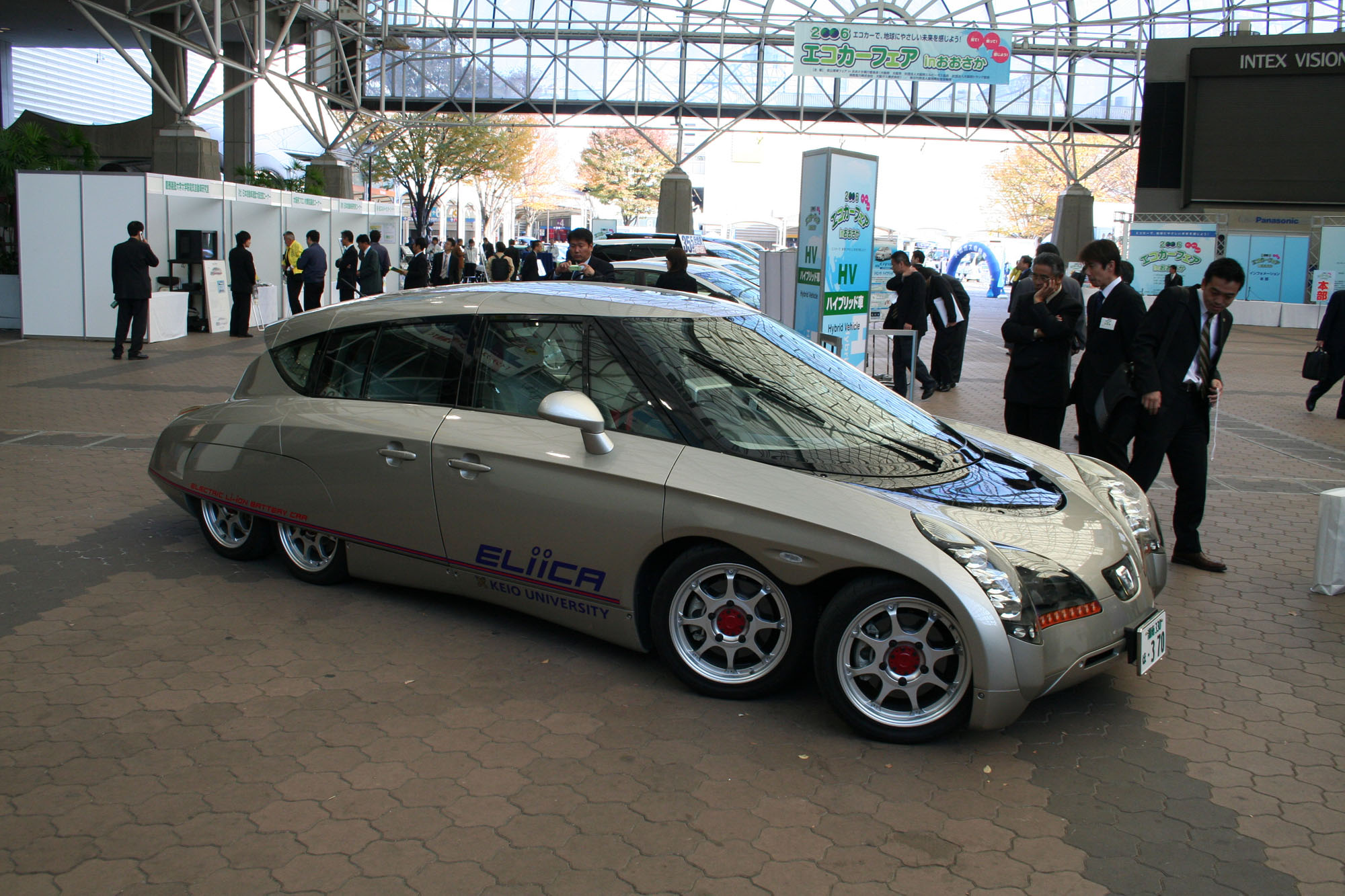
Eliica, das achte Elektroauto von Hiroshi Shimizu

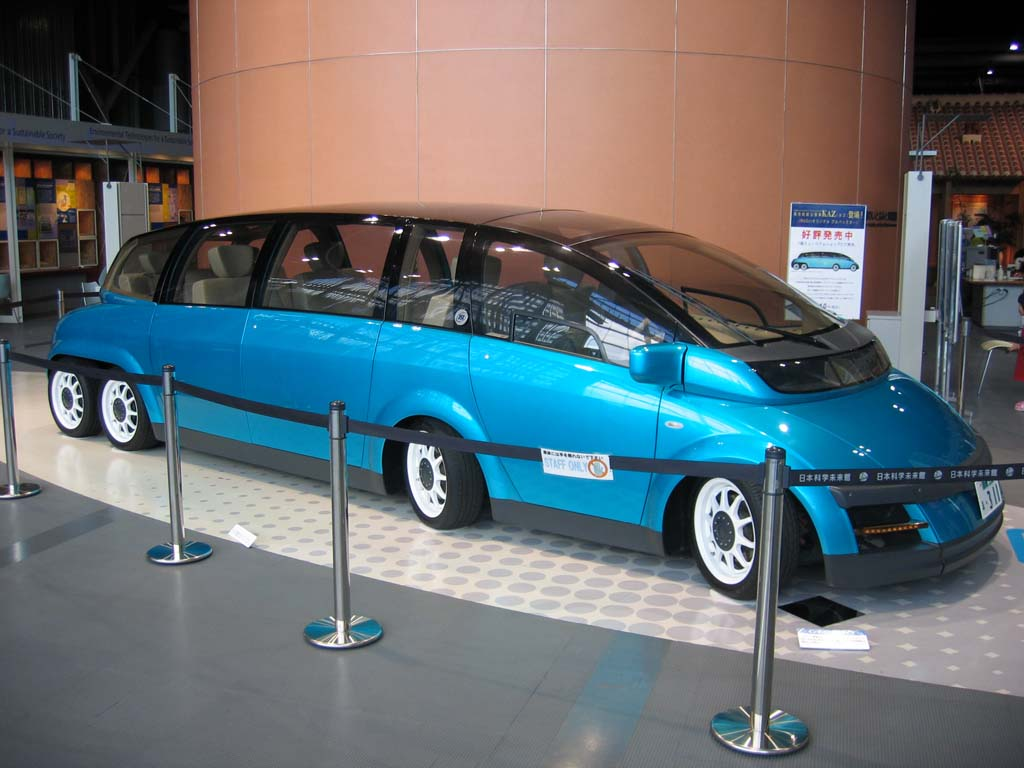
Kaz, Keio Advanced Zero-Emission von Hiroshi Shimizu

Hiroshi Shimizu (jap. 清水 浩, Shimizu Hiroshi; * 1947) ist ein japanischer Autokonstrukteur und Professor an der japanischen Keiō-Universität, Tokio, und Entwickler von Elektroautos.
Sein bekanntestes Werk ist sein achtes Elektroauto, der seit September 2003 entwickelte Elektrosupersportwagen Eliica mit über 440 kW Leistung, der letztlich 400 km/h erreichen soll. Bisher (2007) erreichte der Prototyp 370 km/h. Jedes der acht Räder des Fahrzeugs wird von einem kleinen 59 kW-Elektromotor angetrieben.
Bemerkenswert ist aber auch das Modell Keio Advanced Zero-Emission (KAZ).

## Geschichte
Am Beginn seiner Karriere arbeitete Hiroshi Shimizu für das japanische Umweltinstitut. Für dieses konstruierte er einen Laser zur Messung der Luftverschmutzung über Tokio. Die Resultate dieser Messungen bewogen ihn zu der Ansicht, dass es wichtiger wäre, eine Lösung für die Beseitigung der Luftverschmutzung zu suchen, als Messgeräte für die Luftverschmutzung. Das Potential für eine umweltfreundliche Mobilität sah Shimizu in Elektroautos.
Sein erstes Elektrofahrzeug war ein ihm von einem Freund geschenkter alter Kleinwagen, dessen Motor er ausbaute und durch einen Elektromotor ersetzte.
Anfänglich erhielt er keine Unterstützung durch die Autoindustrie bei seinen Entwicklungsarbeiten. Auch als er ausgereiftere Lösungen entwickelte und vorstellte, zeigten die japanischen Autofirmen kein Interesse. Dies änderte sich seit 2003 mit der Konstruktion des Eliica. Nunmehr arbeiten 35 japanische Firmen, darunter Batteriehersteller, Elektrokonzerne und Firmen der Automobilbranche mit.